# Шварц, Рудольф (музыковед)
Рудольф Шварц (нем. Rudolf Schwartz; 20 января 1859, Берлин — 20 апреля 1935, Халле) — немецкий музыкальный критик и музыковед
.

## Биография
Учился в Берлине у Филиппа Шпитты как музыковед. В 1887—1897 гг. работал в Грайфсвальдском университете, изучал музыкальную историю Померании, руководил студенческим лидертафелем. В 1901—1929 гг. жил и работал в Лейпциге, выступал как музыкальный обозреватель газеты «Сигналы для музыкального мира».
Автор ряда работ по истории немецкой музыки, в том числе не потерявшего своё значение исследования «Ханс Лео Хаслер под влиянием итальянских мадригалистов» (нем. Hans Leo Hassler unter dem Einfluss der italienischen Madrigalisten; 1893) и статьи «Первая немецкая оратория» (нем. Das erste deutsche Oratorium; 1899), доказывающей, что первой ораторией с текстом на немецком языке было сочинение померанского композитора Андреаса Фромма (1649).